# Алексеев, Николай Степанович
Николай Степанович Алексеев (1788 — 26 февраля 1854) — русский офицер времён Отечественной войны, которому А. С. Пушкин посвятил свою поэму «Гавриилиада», а также стихотворения «Приятелю», «Мой милый, как несправедливы» (оба 1821), «Прощай, отшельник бессарабской» (1826).

## Биография
Родился и вырос в Москве, в дворянской семье. Учился в том же французском пансионе, что и Вигель, который не раз упоминает его в своих записках. Принимал участие в Бородинском сражении. Выйдя в отставку майором, перевёлся в Одессу под начало генерала А. Н. Бахметева:

Алексеев с лощёных паркетов, на коих вальсировал в Москве, шагнул прямо к ломберному столу в гостиной Бахметева. Больших рекомендаций ему было не нужно; его степенный, благородный вид заставлял всякого начальника принимать его благосклонно. В провинциях, кто хорошо играет в карты, скоро становится нужным человеком, и он сделался домашним у Бахметева.— Записки Вигеля
В 1821 году Алексеев состоял в Кишинёве чиновником особых поручений при генерале Инзове. По сведениям Вигеля, выпросил себе эту позицию, чтобы быть рядом со своей возлюбленной, прозванной Еврейкой за сходство с героиней романа «Айвенго»:

Страстно влюблённый, счастливый и верный, он являл в себе неслыханное чудо. Он был в связи с женою одного горного чиновника Эйхфельда, милой дочерью боярина М. Е. Мило; а для милой чем не пожертвуешь!— Записки Вигеля
В это время Алексеев свёл близкое знакомство со ссыльным Пушкиным, будучи, «вполне достоин дружеских к нему отношений» (Липранди). По словам Н. Эйдельмана, «в Кишиневе возле Пушкина не было человека более преданного и любящего». Некоторое время поэт жил в одной комнате с Алексеевым в доме у Красной Мельницы (не сохранился). Оба приятеля — «Орест и Пилад», как называли их в Кишинёве, — вступили в масонскую ложу «Овидий». В марте 1822 года Пушкин пишет:
Мой друг, уже три дня

Сижу я под арестом,

И не видался я

Давно с моим Орестом…
Эйдельман упоминает «о дуэли с полковником Старовым, где Алексеев был секундантом, и о ссоре с молдавским боярином Балшем, когда Алексеев удержал руку Пушкина с занесённым тяжёлым подсвечником», а также пишет о том, что именно Алексеев «подарил Пушкину громадные приходо-расходные книги масонской ложи „Овидий“, куда рукою поэта были занесены сотни черновых стихотворных строк».
Позднее Алексеев перевёлся в Бухарест под начало своего родственника П. Д. Киселёва, продолжая вести переписку с Пушкиным, которого навещал в Одессе. В 1827 г. писал Пушкину, сидя в Хотинской крепости за дуэль:

С какою завистью воображаю я московских моих знакомых, имеющих случай часто тебя видеть; с каким удовольствием хотел бы я быть на их месте и с какою гордостью сказал бы им: мы некогда жили вместе; часто одно думали, одно делали и почти — одно любили; иногда ссорились, но расстались друзьями, или, по крайней мере, я так льстил себе. Как бы желал я позавтракать с тобою в одной из московских ресторациев и за стаканом бургонского пройти трехлетнюю кишиневскую жизнь, весьма занимательную для нас разными происшествиями. Я имел многих приятелей, но в обществе с тобою я себя лучше чувствовал, и мы, кажется, оба понимали друг друга; несмотря на названия: лукавого соперника и чёрного друга, я могу сказать, что мы были друзья-соперники, — и жили приятно!
Из их переписки сохранились всего лишь шесть писем за 1826-35 гг., только два из которых принадлежат поэту. У Алексеева хранился рукописный сборник с «Гавриилиадой» и другими вольнодумными сочинениями Пушкина. Из его же библиотеки происходит экземпляр «Истории Пугачёвского бунта» с дарственной надписью автора. В 1840-е гг. холостой Алексеев жил в Москве, где часто виделся с Липранди, А. Ф. Вельтманом и В. П. Горчаковым. Согласно свидетельству о смерти:

Умер в Москве 26 февраля 1854 года, 64-х лет, от разрыва легких, отпет в Ржевской церкви близ Пречистенских ворот и погребен 1 марта 1854 года на Ваганьковском кладбище.